# جزایر وستمن
جزایر وستمن (به ایسلندی: Vestmannaeyjar) مجمع‌الجزایری است در سواحل جنوبی ایسلند.

بزرگترین جزیرهٔ آن هیمایی است که ۴٬۱۳۵ جمعیت دارد.جزایر دیگر قابل سکونت نیستند.جزایر وستمن بدلیل فوران آتشفشان الدفل در سال ۱۹۷۳ مورد توجه جهان قرار گرفت که موجب ویرانی بسیاری از ساختمان‌ها شد و تخلیه‌ی مردم این ناحیه به سرزمین اصلی ایسلند ماه‌ها به طول انجامید.